# Filadelfia (Bijbelse plaats)
Filadelfia is een van de zeven christelijke gemeenschappen in Klein-Azië waaraan een brief gestuurd wordt in het Bijbelboek de Openbaring van Johannes.
In dit boek verschijnt Jezus in een visioen aan de apostel Johannes en dicteert hem de zeven brieven. In zes van de zeven worden zowel goede punten als kritiekpunten genoemd, maar in de brief aan Filadelfia worden alleen positieve eigenschappen genoemd.
Het Griekse woord philadelfia (Grieks: Φιλαδέλφεια) is een samentrekking van de woorden phílos (Grieks: φίλος) en adelphós (Grieks: ἀδελφός), dat vertaald kan worden naar broeder- of naastenliefde.

## De stad Filadelfia
De bijbelse stad Filadelfia ligt in het huidige Turkije. Tegenwoordig heet deze plaats Alaşehir en vormt het tevens een district in de provincie Manisa in de Egeïsche regio.
De Amerikaanse stad Philadelphia, in de staat Pennsylvania, werd door William Penn vernoemd naar de bijbelse stad Filadelfia tijdens de Britse kolonisatie van Noord-Amerika.

## Pinkstergemeenten
In Zweden noemen veel pinkstergemeenten zich Filadelfia. In de jaren vijftig, kwamen in Nederland zendelingen van de sterke Zweedse pinksterbeweging. Vaak kregen de door hen gestichte gemeenten (bijvoorbeeld in Arnhem, Deventer en Apeldoorn) de naam Filadelfia. Maar ook gemeenten die door Nederlanders zijn gesticht, dragen vaak die naam, geïnspireerd door het Bijbelse Filadelfia.